# Paralaubuca stigmabrachium
Paralaubuca stigmabrachium är en fiskart som först beskrevs av Fowler, 1934.  Paralaubuca stigmabrachium ingår i släktet Paralaubuca och familjen karpfiskar. Inga underarter finns listade i Catalogue of Life.